# Loch Mhaolach-coire
Loch Mhaolach-coire är en sjö i Storbritannien.   Den ligger i kommunen Highland och riksdelen Skottland, i den norra delen av landet, 800 km norr om huvudstaden London. Loch Mhaolach-coire ligger 270 meter över havet.Trakten runt Loch Mhaolach-coire består i huvudsak av gräsmarker.